# Дяченко Віктор Гаврилович
Віктор Гаврилович Дяченко (* 14 квітня 1892, с. Березова Лука, Миргородський повіт, Полтавська губернія (тепер Петрівсько-Роменська сільська громада, Миргородський район, Полтавська область) — † 26 квітня 1971 — підполковник Армії УНР, курінний 1-го кінного полку Чорних запорожців, член Союзу гетьманців-державників (на еміграції), Військовий отаман Українського вільного козацтва (1967—1971).
Брат Петра Дяченка.

## Біографія
Закінчив реальну школу в місті Ромни на Полтавщині (1913) та Віленську військову школу.
Брав участь у Першій світовій війні. З 8 серпня 1914 року — рядовий 10-го гусарського Інгерманландського полку, з 1 вересня 1915 року — прапорщик 13-го Фінляндського стрілецького полку, 10-го гусарського Інгерманландського полку, з 2 лютого 1918 року — штаб-ротмістр російської царської армії. 12 лютого 1918  р. звільнений у запас у російської армії.
У 1918 р. було мобілізовано урядом Гетьмана України на службу до 33-го Охтирського полку Армії Української Держави. Віктор Гаврилович Дяченко був командиром Окремого куреня Республіканського війська (м. Ромни, листопад 1918).
У 1919 р. — організатор повстанського руху на Полтавщині. З приходом Денікіна був проти волі мобілізований у Добровольчу армію, з якої втік і пробрався до Польщі, де на початку січня 1920 р. був інтернований і відправлений до табору Ланцут. З квітня 1920 р. — курінний 1-го кінного полку Чорних запорожців («чорношличників»).
Протягом 1967—1971  рр. — Військовий отаман УВК, останні роки прожив на Козацькому хуторі біля м. Лейк-Дженева, штату Вісконсин, США.
Помер 26 квітня 1971  р., похований на цвинтарі в м. Лейк-Дженева, штату Вісконсин, США.